# Міхась Зарецький
Міхась Зарецький (біл. Міхась Зарэцкі; справжнє ім'я Михайло Юхимович Касянков; біл. Міхаіл Яўхімавіч Касянкоў; 20 листопада 1901, село Високий Городець, Сенненський повіт, Могильовська губернія, Російська імперія — 29 жовтня 1937, Мінськ, БРСР, СРСР) — білоруський прозаїк, драматург, перекладач, критик.

## Життєпис
Дитинство пройшло в селі Заріччя, що під Шкловом — звідси походить псевдонім Михайла Юхимовича. З 10-річного віку навчався в Оршанському духовному училищі та Могильовській духовної семінарії (1917 покинув семінарію після 2 років навчання). Працював переписувачем у напіввійськовій частині. З лютого 1919 року вчителював на Могильовщині, потім був призначений завідувачем волосного відділу народної освіти. В 1920-1927 роках політпрацівник Червоної Армії. Друкуватися почав 1922 року. З 1924 року член літоб'єднання «Маладняк», входив у Центральне Бюро організації. У 1926-1927 роках редагував журнал «Маладняк». 1927 року став одним з ініціаторів створення нового літоб'єднання  «Полымя». У серпні — жовтні 1927 року в складі делегації білоруських літераторів відвідав Латвію, Чехословаччину, Німеччину, Францію. Один з ініціаторів театральної дискусії у листопаді 1928 року (статті «Два екзамени», «Чим нам загрожує Білдержкіно?»).
Виступи М. Зарецького у пресі були розцінені як прояви націонал-демократизму. Разом з А. Александровичем і О. Дударем, він заявив про вихід з БДУ (публікація в «Радянської Білорусі» 04.12.1928). 1929-го року виключений з ВКП(б). Член СП БРСР (з 1934). До листопада 1936 року працював завідувачем відділу літератури та мистецтва БілАН. Заарештований 03.11.1936 року у Мінську за адресою: вул. Шевська, д. 23, кв. 3. Засуджений позасудовим органам НКВС 28.10.1937 року, як «активний член націонал-фашистської терористичної організації» до ВМН із конфіскацією майна. Реабілітований військовою колегією Верховного суду СРСР 07.12.1957 року. Особиста справа К. № 11069-с зберігається в архіві КДБ Білорусі. Був одружений, виховував двох дітей.

## Творчість
Дебютував написавши оповідання у газету «Радянська Білорусь» в 1922 році. Автор збірок оповідань «У вирі життя» (1925), «Співала весна» (1925), «Під сонцем» (1926), «42 документи і Двоє Жвировських» (1926), «На залізниці» (1928), «Рокові жорна» (1930, включені й п'єси «Вихор на болоті» та «Білі троянди»), оповідання «Батьків син» (1932), повісті «Голий звір» (1926), романів «Стежки-доріжки» (1928), «В'язь» (1932), книг нарисів «Мандрівка на нову землю» (1929), «Листи від знайомого» (1931). Автор п'єс «Симон Каризна» (1935), «Ная» (1936) та ін., а також кіносценарію «Початок щастя». У 1975 році видано збірку вибраних оповідань «Початок щастя», у 1989-1991 рр. вийшло Зібрання творів у 4-ох томах. Багато рукописів Міхася Зарецького пропали, зокрема, історична драма «Рогнеда» (1929), продовження роману «Кривичі». Переклав білоруською мовою роман «Цемент» Ф. Гладкова (1930), «Пригода вдалого вояки Швейка у світову війну» Я. Гашека (ч. 1, 1931). Виступав і як критик.
1. 1 2 3 4 5  Чеська національна авторитетна база даних